# Stadtarchiv Lüneburg
Das Stadtarchiv Lüneburg ist das kommunale Archiv der niedersächsischen Hansestadt Lüneburg. Als Stadtarchiv ist es zuständig für die Aufbewahrung von historisch wertvollem Schriftgut der Stadtverwaltung Lüneburg und verwahrt darüber hinaus Bestände zur Geschichte der Stadt Lüneburg für stadtgeschichtliche, heimatkundliche und genealogische Forschungen.

## Standort
Das Stadtarchiv befindet sich in der Wallstraße 4 am südlichen Rand der Altstadt von Lüneburg.

## Bestände
Die Bestände umfassen:
- Urkunden, Amtsbücher und Akten der städtischen Verwaltung seit 1229
- Nachlässe, Firmen- und Vereinsarchive
- Karten und Bauzeichnungen, Plakate
- Bilder, Fotos, Film- und Tondokumente

## Leitung
- Wilhelm Reinecke (1866–1952)
- 1952 bis 1957: Ulrich Wendland († 1957)
- 1958 bis 1967: Gustav Luntowski (1930–2022)
- 1967 bis 1974: Hildegard Thierfelder (1908–1985)
- 1974 bis 2008: Uta Reinhardt (* 1943)
- 2010 bis ???: Thomas Lux
- seit Oktober 2024: Danny Kolbe[1]